# Helobdella duplicata
Helobdella duplicata — вид п'явок роду Helobdella з підродини Haementeriinae родини Пласкі п'явки. Має 3 підвиди.

## Опис
Загальна довжина становить 10 мм. Голова закруглена, основна частина доволі широка, позаду дещо звужена, остаточно звужується на задньому кінці, де присутня малесенька присоска. Має 1 пару очей. Наділена 2 присосками, з яких перша набагато більша за задню. Гонопори розділені 1 кільцем.
Забарвлення коричнювате. По середині тіла кільця мають темніше забарвлення. По тілу проходять 6 поздовжніх тонких ліній темно-коричневого кольору. Посередині спини проходить метамерична смужка.

## Спосіб життя
Зустрічається у річках, озерах та струмках з повільною течією в гірській місцині на висоті до 150 м над рівнем моря. Живиться переважно водними дрібними безхребетними. Використовує свою передню присоску, щоб схопити здобич. Полює із засідки.

## Розповсюдження
Поширена у південній частині Південної Америки.

## Підвиди
- Helobdella duplicata aplacophora
- Helobdella duplicata duplicata
- Helobdella duplicata tuberculata